# Atletismo nos Jogos Pan-Americanos de 1991 - 1500 m masculino
As provas dos 1500 m masculino nos Jogos Pan-Americanos de 1991 foram realizadas em 4 e 5 de agosto em Havana, Cuba.

## Medalhistas
| Ouro                    | Prata                         | Bronze                 |
| José Valente BRA Brasil | Bill Burke USA Estados Unidos | Don Bertoia CAN Canadá |

## Resultados

### Eliminatórias
| Posição | Eliminatória | Nome                | Nacionalidade      | Tempo   | Notas |
| ------- | ------------ | ------------------- | ------------------ | ------- | ----- |
| 1       | 1            | José Valente        | BRA Brasil         | 3:44.97 | Q     |
| 2       | 1            | Don Bertoia         | CAN Canadá         | 3:45.24 | Q     |
| 3       | 1            | Amado Ramos         | CUB Cuba           | 3:45.60 | Q     |
| 4       | 1            | Ignacio Fragoso     | MEX México         | 3:45.69 | Q     |
| 5       | 1            | Keith Allen         | USA Estados Unidos | 3:45.74 | Q     |
| 6       | 1            | Linton McKenzie     | JAM Jamaica        | 3:46.09 | q     |
| 7       | 1            | José López          | VEN Venezuela      | 3:47.26 | q     |
| 1       | 2            | Bill Burke          | USA Estados Unidos | 3:49.08 | Q     |
| 2       | 2            | Jason Bunston       | CAN Canadá         | 3:49.32 | Q     |
| 3       | 2            | Roilando Delís      | CUB Cuba           | 3:49.92 | Q     |
| 4       | 2            | Luis José Gonçalves | BRA Brasil         | 3:50.08 | Q     |
| 5       | 2            | Mauricio Hernández  | MEX México         | 3:50.36 | Q     |

### Final
| Posição           | Nome                | Nacionalidade      | Tempo   | Notas |
| ----------------- | ------------------- | ------------------ | ------- | ----- |
| Medalha de ouro   | José Valente        | BRA Brasil         | 3:42.90 |       |
| Medalha de prata  | Bill Burke          | USA Estados Unidos | 3:43.04 |       |
| Medalha de bronze | Don Bertoia         | CAN Canadá         | 3:43.71 |       |
| 4                 | Luis José Gonçalves | BRA Brasil         | 3:44.33 |       |
| 5                 | Amado Ramos         | CUB Cuba           | 3:44.84 |       |
| 6                 | Ignacio Fragoso     | MEX México         | 3:45.20 |       |
| 7                 | Jason Bunston       | CAN Canadá         | 3:47.02 |       |
| 8                 | Linton McKenzie     | JAM Jamaica        | 3:47.25 |       |
| 9                 | Roilando Delís      | CUB Cuba           | 3:49.61 |       |
| 10                | Mauricio Hernández  | MEX México         | 3:49.92 |       |
| 11                | Keith Allen         | USA Estados Unidos | 4:00.99 |       |
| 12                | José López          | VEN Venezuela      | DNF     |       |